# Regnosaurus
Regnosaurus là một chi khủng long, được Mantell mô tả khoa học năm 1848.